# Ljus rövarspindel
Ljus rövarspindel (Harpactea rubicunda) är en spindelart som först beskrevs av Carl Ludwig Koch 1838.  Ljus rövarspindel ingår i släktet Harpactea och familjen ringögonspindlar. Arten är tillfälligt reproducerande i Sverige. Inga underarter finns listade i Catalogue of Life.